# Молинь Валентина Дмитрівна
Валентина Дмитрівна Молинь (нар. 1 січня 1964 Україна) — українська педагогиня. Кандидат мистецтвознавства (2011), доцент. Завідувачка кафедри образотворчого мистецтва та академічних дисциплін Косівського інституту прикладного та декоративного мистецтва Львівської національної академії мистецтв. Член НСХУ (2005).

## Життєпис
Закінчила Косівський технікум народних художніх промислів імені В.Касіяна за спеціальністю «Художня кераміки», здобула кваліфікацію майстра-художника.
1996 року закінчила Українську академію мистецтва в Києві за спеціальністю «Мистецтвознавство».
Навчалася в аспірантурі Інституту мистецтвознавства, фольклористики та етнології ім. М.Рильського Національної академії наук України (1998—2002).

## Наукова діяльність
Автор 52 наукових статей про творчість народних майстрів Гуцульщини та професійних художників у наукових збірниках: «Мистецтвознавство України», «Мистецькі обрії», «Українська академія мистецтва», «Вісник Львівської національної академії мистецтв», «Вісник Прикарпатського університету» та фахових виданнях «Образотворче мистецтво», «Народознавчі зошити».
У 2011 р. захистила кандидатську дисертацію «Народне мистецтво Гуцульщини та Покуття в художньо-культурному житті Галичини другої половини ХІХ — першої третини ХХ століття» за спеціальністю 17. 00. 06 — декоративне і прикладне мистецтво.

## Авторка та співавторка видань
1. Краса рідного краю — альбом про творчість Геннадія Малявського (2000),
2. Анатолій Калитко (2002),
3. Анатолій Калитко. Живопис, графіка (2007),
4. Іванна Ділета (2009),
5. Микола Тимків (2009)[3],
6. Мелодія живопису Анатолія Калитка (2012),
7. Творчі здобутки Йосипа Приймака,
8. Василь і Микола Девдюки (2013).